# Lonchodinae
A Lonchodinae a rovarok (Insecta) osztályának botsáskák (Phasmatodea) rendjébe, ezen belül a valódi botsáskák (Phasmatidae) családjába tartozó alcsalád.

## Rendszerezés
Az alcsaládba az alábbi nemzetségek és nemek tartoznak (a lista hiányos):
- Lonchodini vagy Menexenini
  - Acanthomenexenus
  - Austrocarausius
  - Breviphetes
  - Carausius
  - Chondrostethus
  - Cladomimus
  - Denhama
  - Echinothorax
  - Greenia
  - Hermagoras
  - Hyrtacus
  - Lonchodes
  - Lonchodiodes
  - Manduria
  - Matutumetes
  - Menexenus
  - Mithrenes
  - Mnesilochus
  - Mortites
  - Myronides
  - Paraprisomera
  - Pericentropsis
  - Pericentrus
  - Periphetes
  - Phenacephorus
  - Phenacocephalus
  - Phraortes
  - Prisomera
  - Pseudostheneboea
  - Spinophetes
  - Stheneboea
- Neohiraseini
  - Andropromachus
  - Neohirasea
  - Pseudocentema
  - Spinohirasea
  - Qiongphasma